# ABT Summer
Le MV ABT Summer était un pétrolier qui a été construit au chantier naval sud-coréen d'Ulsan et mis en navigation en 1974. Le navire mesurait 344 mètres de long et près de 54 mètres de large. Alors qu'il était sous pavillon libérien, entièrement chargé de brut iranien et en route vers Rotterdam, il a coulé 700 miles marins (1,300 km) au large des côtes angolaises. Une explosion inexpliquée s'est produite le 28 mai 1991 et le navire et sa cargaison ont commencé à brûler. Cinq des trente-deux membres d'équipage sont morts dans l'incident, dont quatre avaient été initialement portés disparus. Le lendemain, une nappe 32 kilomètres de long et 7 kilomètres de large a commencé à se former. Le navire a continué à brûler pendant trois jours avant de couler le 1er juin. La cargaison de pétrole de 260 000 tonnes du navire a été perdue, laissant une nappe visible à la surface de l'océan d'environ 212 km carrés. Les tentatives de localisation de l'épave après l'incident se sont révélées infructueuses,.

## Voir également
- Liste des marées noires